# Benedicto Kiwanuka

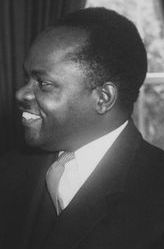
Benedicto Kiwanuka in 1961

Benedicto Kagima Mugumba Kiwanuka (Kisabwa, mei 1922 - 22 september 1972) was een Oegandees nationalistisch politicus. 

## Achtergrond en opleiding
Kiwanuka werd in het Koninkrijk Boeganda geboren als de zoon van een klein, doch rijk rooms-katholiek stamhoofd. Kiwanuka ontving onderwijs aan missiescholen en stond sinds zijn schooljaren in contact met katholieke intellectuelen en nationalisten. Tijdens de Tweede Wereldoorlog diende hij in het Britse leger in Kenia, Egypte en Palestina. 
Na de oorlog studeerde Kiwanuka rechten aan het Pius XII-College in Lesotho.

## Carrière
Nadat hij zijn rechtenstudie had voltooid, keerde Kiwanuka naar Oeganda terug. In 1954 was hij betrokken bij de oprichting van de Democratic Party (DP). De DP bestond voornamelijk uit rooms-katholieken die tegen de bevoorrechte positie van het protestantisme in Boeganda waren (de Kabaka, de koning van Boeganda, was protestants, evenals de hofhouding en de ministers). Er waren echter ook moslims en hindoes lid van de DP. De DP keerde zich ook tegen de macht van de grootgrondbezitters en de partij streefde de onafhankelijkheid van Uanda na. In 1958 werd Kiwanuka algemeen president van de DP.
De DP won bij de verkiezingen voor de Wetgevende Vergadering van maart 1961 43 van de 81 zetels en werd daarmee de grootste partij. Op 2 juli 1961 werd Kiwanuka Chief Minister van Oeganda. Kiwanuka trachtte de macht van de Kabaka, Edward Mutesa II, te verkleinen en streefde een centralistische staat na, waarin de macht van de vier koninkrijken (waaronder Boeganda) zou verdwijnen. Deze plannen slaagden niet, omdat er in april 1962, aan de vooravond van de onafhankelijkheid, nieuwe verkiezingen werden gehouden. De partij van Milton Obote, de Uganda People's Congress (UPC) won de verkiezingen. De UPC behaalde 43 zetels in het parlement; de Kabaka Yekka (KY) van de Kabaka en de DP ieder 24 zetels. Milton Obote vormde daarop een coalitie met de KY en hij werd premier. Na de onafhankelijkheid in oktober 1962 werd Kabaka Edward Mutesa II president van Oeganda.

## Vermoord
In 1969 werd Kiwanuka gearresteerd en opgesloten. Na de machtsovername door Idi Amin in 1971, kwam Kiwanuka vrij en werd hij voorzitter van het hooggerechtshof. Hij raakte spoedig in conflict met Idi Amin. Kiwanuka weigerde mee te werken aan Amins onrechtvaardige praktijken. Kiwanuka verloor zijn baan als president van het hooggerechtshof. Enige tijd later werd hij (nadat hij iemand had verdedigd in een rechtszaak tegen de Oegandese Staat en nadat hij weigerde om valse documenten te ondertekenen) - vermoedelijk in opdracht van Amin - vermoord.